# Brachwitz
Brachwitz is een plaats en voormalige gemeente in de Duitse deelstaat Saksen-Anhalt en maakt deel uit van de gemeente Wettin-Löbejün in de Landkreis Saalekreis.
Brachwitz telt 990 inwoners.